# 宮崎市立小松台小学校
宮崎市立小松台小学校（みやざきしりつ こまつだいしょうがっこう）は、宮崎県宮崎市小松台西にある公立小学校。

## 沿革
- 1985年（昭和60年）4月1日 - 開校。
- 2014年（平成26年） - 創立30周年記念集会開催。

## 通学区域
小松台小学校の通学区域には以下の区域が指定されている。
- 大字跡江の一部
- 大字小松の一部
- 小松台北町
- 小松台西
- 小松台東
- 小松台南町
- 桜ヶ丘町

## アクセス
- バス：宮崎交通小松台線「学校前」バス停下車、徒歩3分